# أجر المعيشة

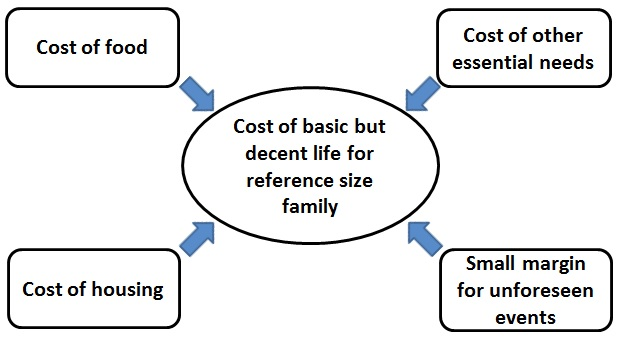

يُعرّف أجر المعيشة بأنه الحد الأدنى للدخل الضروري كي يلبي العامل احتياجاته الأساسية. يختلف أجر المعيشة عن أجر الكفاف الذي يشير إلى الحد الأدنى البيولوجي. تُعرّف الاحتياجات على أنها تشمل الغذاء والمسكن والاحتياجات الأساسية الأخرى مثل الملابس. يهدف أجر المعيشة إلى السماح للعامل بتحمل مستوى معيشي أساسي لكن لائق من خلال العمل دون إعانات حكومية. بما أن مصطلح «الاحتياجات» مرن بطبيعته، لا يوجد مقياس واحد مقبول عالميًا لماهية أجر المعيشة وبالتالي فهو يختلف حسب الموقع الجغرافي ونوع الأسرة موضع الدراسة. أجر الأسرة أحد المفاهيم المرتبطة بأجر المعيشة، وهو أجر لا يكفي فقط إعالة الشخص لنفسه، بل يتعداه ليشمل إعالة الأسرة.
يختلف أجر المعيشة عن الحد الأدنى للأجور في أن الأخير قد يفشل في تلبية متطلبات نوعية الحياة الأساسية، ما يجعل العامل معتمدًا على البرامج الحكومية للحصول على دخل إضافي. عادة ما تُعتمد أجور المعيشة في البلديات فقط. من الناحية الاقتصادية، يشبه أجر المعيشة الحد الأدنى للأجور لأنه حد أدنى لسعر العمل، وبالتالي يختلف عن الحد الأدنى الوطني للأجور لأنه لا يُحدّد حسب العتبة القانونية.
في المملكة المتحدة ونيوزيلندا، يحدد المروجون لأجر المعيشة هذا المفهوم ليعني أن الشخص الذي يعمل 40 ساعة في الأسبوع، دون دخل إضافي، يجب أن يكون قادرًا على تحمل النفقات الأساسية لتأمين حياة متواضعة لكن لائقة، مثل الطعام والمأوى والمرافق والنقل والرعاية الصحية ورعاية الأطفال. كما حدد أنصار أجور المعيشة المفهوم بأنه الأجر المعادل لخط فقر أسرة مكونة من أربعة أفراد. يجب أن يسمح الدخل للأسرة بـ «تأمين الغذاء والمأوى والملابس والرعاية الصحية والنقل وغيرها من ضرورات العيش في المجتمع الحديث». تعرّف سلطة لندن الكبرى أجر المعيشة على أنه يبلغ 60% من الأجر الوسيط، مضافًا إليه 15% لتغطية الأحداث غير المتوقعة.
جاءت حملات أجور المعيشة كردة فعل على سياسات ريغان وتاتشر الاقتصادية في كل من الولايات المتحدة والمملكة المتحدة، والتي حولت سياسة الاقتصاد الكلي نحو النيوليبرالية. يدعم الاقتصاد الكينزي والاقتصاد ما بعد الكينزي أجر المعيشة لأنه، من خلال زيادة القوة الشرائية للعمال ذوي الدخل المنخفض، يحفّز الطلب وبالتالي حالة الاقتصاد.

## تاريخه
يمكن إرجاع مفهوم الأجر معيشة، على الرغم من أنه لم يُعرّف على هذا النحو، إلى أعمال قدامى الفلاسفة اليونانيين مثل أفلاطون وأرسطو. جادلا كلاهما للحصول على دخل يراعي الاحتياجات، لا سيما تلك التي تضمن المصلحة المجتمعية. رأى أرسطو الاكتفاء الذاتي شرطًا للسعادة التي عرّفها بأنها «تلك التي تجعل الحياة بمفردها تستحق الاختيار ولا تفتقر لأي شيء». بما أنه حمّل الدولة مسؤولية ضمان أن يتمكن الفقراء من كسب عيشهم المستدام، يُنظر إلى أفكاره على أنها مثال مبكر لدعم أجر المعيشة. يمكن رؤية تطور هذا المفهوم لاحقًا في علماء العصور الوسطى مثل توما الأكويني الذي طالب بـ «أجر عادل». يرتبط مفهوم الأجر العادل بمفهوم الأسعار العادلة، وهي تلك التي تسمح للجميع بالوصول إلى الضروريات. تعتبر الأسعار والأجور التي تحول دون الوصول إلى الضروريات غير عادلة لأنها ستعرض فضيلة أولئك الذين لا يستطيعون الحصول عليها للخطر.

في كتابه «ثروة الأمم»، أدرك آدم سميث أن ارتفاع الأجور الحقيقية يؤدي إلى «تحسن ظروف حياة الطبقات الدنيا من الناس» وبالتالي فهي ميزة للمجتمع. تمكّن الفقراء العاملين من الحصول على أجور أعلى ومستوى معيشة مقبول بفضل النمو ووجود نظام من الحرية. يؤمن النمو ارتفاع الأجور الحقيقية عبر زيادة الإنتاجية مقابل استقرار مستويات الأسعار، أي الأسعار التي لم تتأثر بالتضخم. يمكّن نظام الحرية، الذي تضمنه المؤسسات السياسية، حتى «الطبقات الدنيا من الناس» من تأمين الفرصة لتحقيق أجور أعلى ومستوى معيشة مقبول.
«يشكّل الخدم والعمال من مختلف الأنواع الجزء الأكبر من كل مجتمع سياسي عظيم. لكن ما يحسن ظروف الجزء الأكبر لا يمكن أبدًا اعتباره مكلفًا للكل. لا يمكن لأي مجتمع أن يكون مزدهرًا وسعيدًا إذا كان الجزء الأكبر من أعضائه فقراء وبائسين. إلا أنه من الإنصاف، بالإضافة إلى ذلك، أن يحصل أولئك الذين يطعمون ويلبسون أجساد الشعب كله على حصة من إنتاج عملهم الخاص حتى يتمكنوا من إطعام أنفسهم بشكل جيد وارتداء ملابسهم وتأمين أماكن إقامتهم.»

آدم سميث، ثروة الأمم، ص.36
بناء على هذه الكتابات، دعا سميث ليحصل العامل على نصيب عادل مما ينتجه. بالنسبة إلى سميث، تبلغ هذه الحصة العادلة أكثر من كفافه. ساوى سميث مصالح العمال ومصالح الأرض بالمصالح المجتمعية الشاملة واعتبر أنه مع ارتفاع الأجور والإيجارات نتيجة زيادة الإنتاجية، سيحدث النمو المجتمعي وبالتالي ستتحسن جودة الحياة للجزء الأكبر من أعضاء المجتمع.
كما سميث، يجادل أنصار أجر المعيشة بأن مصلحة المجتمع العليا تتحقق من خلال أجورأعلى وأجور المعيشة. يقال يعتبرون أنه يجب على الحكومة بدورها محاولة مواءمة مصالح أولئك الذين يسعون إلى تحقيق الأرباح مع مصالح العمال لتحقيق مزايا مجتمعية لغالبية المجتمع. جادل سميث بأن زيادة الإنتاجية والنمو العام يؤدي إلى ارتفاع الأجور التي تؤدي بدورها إلى فوائد أكبر للمجتمع. استنادًا إلى كتاباته، يمكن للمرء أن يستنتج أن سميث كان ليدعم أجر معيشة يتناسب مع النمو العام للاقتصاد. سيؤدي هذا بدوره إلى مزيد من السعادة والفرح للناس، بينما يساعد على إبقائهم خارج الفقر. يمكن للمؤسسات السياسية أن تخلق نظام حرية للأفراد لضمان فرصة لتحقيق أجور أعلى من خلال زيادة الإنتاج، وبالتالي تحقيق نمو مستقر للمجتمع.
في عام 1891، أصدر البابا ليون الثالث عشر مرسومًا بابويًا بعنوان «ريروم نوفاروم»، يعتبر أول تعبير للكنيسة الكاثوليكية عن وجهة نظر تدعم أجر المعيشة. أدركت الكنيسة أن الأجور يجب أن تكون كافية لإعالة الأسرة، وقد دعمت الكنيسة منذ ذلك الوقت هذا الموقف على نطاق واسع وأعادت البابوية تأكيده في مناسبات متعددة، مثل البابا بيوس الحادي عشر عبر مرسوم بابوي صادر في عام 1931 ومن ثم عاد البابا يوحنا الثالث والعشرون التأكيد عليه في عام 1961. مؤخرًا، كتب البابا يوحنا بولس الثاني، «وبالتالي في كل حالة يكون الأجر العادل هو الوسيلة الملموسة للتحقق من النظام الاجتماعي والاقتصادي بأكمله، وبطبيعة الحال للتحقق من أنه يعمل بشكل عادل».

## تطبيقاته

### أستراليا
في أستراليا، قضى حكم هارفيستر لعام 1907 بأن صاحب العمل ملزم بدفع لموظفيه أجرًا يضمن لهم مستوى معيشة معقول «للإنسان في مجتمع متحضر» للعيش في «راحة تقدّرها المعايير الحالية» بغض النظر عن قدرة صاحب العمل على الدفع. أقرّ القاضي ه. ب. هيغينز أجرًا قدره 7 شلنات في اليوم أو 42 شلنًا في الأسبوع كحد أدنى «عادل ومعقول» لأجور العمال غير المهرة.

### بنغلاديش
تعتبر الرواتب في بنغلاديش من الأدنى في العالم. خلال عام 2012، كانت الأجور تبلغ حوالي 38 دولارًا أمريكيًا في الشهر، اعتمادًا على سعر الصرف.  أشارت الدراسات التي قام بها البروفيسور دوج ميللر خلال الفترة منذ 2010 حتى عام 2012 والتي نشرتها جامعة مانشيستر عام 2013 إلى أن المنافسة بين المنظمات الشرائية لها آثار على الأجور المنخفضة في دول مثل بنغلاديش، وقد وضعت خارطة طريق لتحقيق أجور مستدامة.